# Санђеорђу де Кампије (Муреш)
Санђеорђу де Кампије (рум. Sângeorgiu de Câmpie) насеље је у Румунији у округу Муреш у општини Санпетру де Кампије. Oпштина се налази на надморској висини од 353 m.

## Становништво
Према подацима из 2002. године у насељу је живело 428 становника.

### Попис2002.
| Расподела становништва по националности 2002.‍ | Расподела становништва по националности 2002.‍ | Расподела становништва по националности 2002.‍ | Расподела становништва по националности 2002.‍ | Расподела становништва по националности 2002.‍ |
| --------------------------------------------- | --------------------------------------------- | --------------------------------------------- | --------------------------------------------- | --------------------------------------------- |
|                                               |                                               |                                               |                                               |                                               |
| Румуни                                        | Румуни                                        |                                               | 406                                           | 94,9%                                         |
| Мађари                                        | Мађари                                        |                                               | 5                                             | 1,2%                                          |
| Роми                                          | Роми                                          |                                               | 17                                            | 4,0%                                          |